# Arnold Waldschmidt
Arnold Waldschmidt (* 2. Juni 1873 in Weimar; † 1. August 1958 in Stuttgart) war ein deutscher Maler, Bildhauer, Direktor der Kunstakademie Stuttgart und Vertreter des naturalistischen Expressionismus. Er war mit der Malerin und Bildhauerin Olga Waldschmidt verheiratet.

## Leben
Waldschmidt wuchs auf einer Farm in Bahia in Brasilien auf, wohin seine Eltern von Deutschland ausgewandert waren. Von seinem Vater Heinrich Waldschmidt, der nach seiner militärischen Karriere als Hauptmann beim 1. Westfälischen Feldartillerie-Regiment Nr. 7 in Brasilien eine Weile als Farmer und Kunstmaler tätig war, erbte er die Begabung für Kunst.
Nach der 10. Schulklasse ging er mit 15 Jahren zur See und fuhr anschließend sieben Jahre lang auf Segelschiffen um die Welt. Anschließend absolvierte er erfolgreich die Offiziersausbildung der Handelsmarine und trat 1898 in Köln als aktiver Offizier in das 5. Rheinische Infanterie-Regiment Nr. 65 ein. Schon bald wurde er zur Kaiserlichen Marine auf das Kriegsschiff Charlotte abkommandiert, wo er sich aber nicht wohl fühlte und deshalb den militärischen Dienst quittierte.
1900 besuchte er für ein Semester die Kunstakademie Berlin, fand aber keinen Gefallen daran. Bereits ein Jahr später fuhr er wieder zur See auf einem norwegischen Schiff. Erst 1903 wandte er sich endgültig der Kunst zu und besuchte die Karlsruher Kunstakademie, wo er unter anderem bei Ludwig Schmid-Reutte studierte. Er betätigte sich jedoch zunächst nicht als Bildhauer, sondern als Maler. 1904 erhielt er durch Arthur Kampf seine Ernennung zum Professor einer Malklasse an der Hochschule für Bildende Künste in Berlin, wo er 1908 auf Antrag von Max Liebermann Mitglied er Berliner Secession wurde. In den folgenden Jahren vollzog sich in ihm der Wandel vom Maler zum Bildhauer.
Infolge eines heftigen Streits in der Berliner Secession 1907 und Verfolgung durch Berliner Kunstkritiker zog sich Waldschmidt in die Einsamkeit Oberbayerns nach Wartenberg bei Erding zurück, wo er sich vorwiegend Tierstudien widmete. Er blieb in Wartenberg, bis er 1917 als Professor und Leiter einer Akt- und Komponier-Klasse der Kunstakademie Stuttgart berufen wurde. 1927 wurde Waldschmidt dort der Direktor.
Nach eigenen Angaben trat Waldschmidt angeblich 1920 in die NSDAP ein. Mit Sicherheit schloss er sich zum 2. Juli 1925 der neu gegründeten Partei an (Mitgliedsnummer 8.856), stellte allerdings Ende 1926 seine Beitragszahlungen ein. Er wurde jedoch versehentlich nicht gestrichen, so dass er bei einem erneuten Aufnahmeantrag von Oktober 1932 seine niedrige Mitgliedsnummer behalten konnte. Zum 10. Februar 1933 wurde Waldschmidt auch Mitglied der SS (SS-Nummer 143.285). Seit dieser Zeit war er gut bekannt und blieb in laufendem Kontakt mit allen maßgebenden Personen der Partei wie Adolf Hitler und Heinrich Himmler. Er erlangte Juni 1943 zu seinem Geburtstag den Dienstgrad eines SS-Oberführers.
Am 13. Dezember 1933 wurde Waldschmidt Landesleiter der Reichskammer der bildenden Künste Württembergs. Von 1938 bis 1945 war er als Nachfolger von Hugo Lederer Professor und Vorsteher eines Meisterateliers für Bildhauer an der Preußischen Akademie der Künste in Berlin, deren Senator er kurz darauf noch wurde. Damit zog man ihn Arno Breker vor, der selbst diese Position anstrebte.
1941 war „nach einer Arbeitszeit von viereinhalb Jahren“ mit dem „Soldatenrelief“ ein monumentaler Berliner Auftrag fertiggestellt, den „Waldschmidt für die Pfeilerhalle des Reichsluftfahrtministeriums (am Platz Wilhelmstraße Ecke Leipzigerstraße)“ erhalten hatte.
Im Frühjahr 1945 war er Kommandant eines kleinen Außenlagers des KZ Ravensbrück in Sassnitz. Bei Kriegsende floh Waldschmidt mit seiner Frau von Berlin nach Sassnitz auf Rügen, wo er unter ungeklärten Umständen in die Sowjetunion verschleppt und zu 25 Jahren Arbeitslager verurteilt wurde. Er wurde später begnadigt und kehrte im Oktober 1953 nach Deutschland zurück. Er lebte bis zu seinem Tod mit seiner Frau in Stuttgart und hatte noch bis zuletzt Monumentalwerke in Arbeit.
Nach dem Kunsthistoriker Wilhelm Fraenger glaubte Waldschmidt schon in einer frühen Phase des Krieges (Ende 1941) nicht mehr an einen Sieg Adolf Hitlers. 1944 sei er dann bei Reichsführer SS Heinrich Himmler in Ungnade gefallen. Fraenger schrieb über Waldschmidt: „Arnold Waldschmidt war im Gegensatz zu Arno Breker ein vortrefflicher Künstler, der seine Werke mit dem Presslufthammer meißelte, denn Granit war sein bevorzugtes Material. In seinem Atelier standen gigantische Bildwerke aus Urzeiten, die er aus Afrika und anderswoher mitgebracht hatte. …. Waldschmidt schimpfte auf die Nazis, u. a. auf Himmler und Goebbels“. Fraengers Darstellung steht im Gegensatz zu der Tatsache, dass Waldschmidt von Hitler und Goebbels auf die „Gottbegnadeten-Liste“ gesetzt wurde.
Arnold Waldschmidt war verheiratet mit der Bildhauerin, Grafikerin, Malerin und Mosaizistin Olga („Olly“) Schwarz, Tochter des Stuttgarter Bankiers Schwarz, der schon früh die Nazis finanziell unterstützt haben soll. Das gemeinsame Kind war Ute Waldschmidt (1922–1984). Sie heiratete 1943 Albrecht von Urach (1903–1969); die Ehe wurde 1960 geschieden. Albrecht von Urach war ein ehemaliger Schüler Waldschmidts.
Am 3. Juni 1943 wurde Arnold Waldschmidt mit der Goethe-Medaille für Kunst und Wissenschaft ausgezeichnet.

## Schüler
Zu den Schülerinnen und Schülern von Arnold Waldschmidt gehörten Theo Aeckerle, Otto Baum, Karl Demetz, Otto Luick, Fritz Mader, Albrecht von Urach und seine Ehefrau Olga Waldschmidt.

## Werke (Auswahl)
Waldschmidt hat viele monumentale Gemälde, Statuen und Reliefs im Sinne des NS-Kunstverständnisses erstellt. Hier eine Auswahl:
- Zwei 5 Meter lange Holzreliefs „Seeräuber“ und „Matrosen am Ankerspill“ auf dem Schnelldampfer Bremen
- Holzrelief „General v. Steuben bei der Einnahme der Feste Yorktown“ auf dem Schnelldampfer General von Steuben
- Mahagonirelief „Motriani-Potosi“ auf dem Schulschiff Gorch Fock
- Gemälde „Segelschiff im Orkan bei Cap Horn“
- Diverse Bronzefiguren, u. a. „Urpflüger“, „Heldentod“, „Säugling“, „Tannenlandschaft“ und „Tänzerin“. Die „Tänzerin“ steht heute im Kurgarten von Bad Mergentheim.
- 25 Meter langes „Soldatenrelief“ in der Pfeilerhalle des ehemaligen Reichsluftfahrtministerium in Berlin (1936/37–1941).[13]
- Grabmal des deutschen Schriftstellers Wilhelm Jordan in Frankfurt am Main.

## Sonstiges
- In seinen Jugendjahren war Arnold Waldschmidt Boxer und international erfolgreicher Motorrad-Rennfahrer.
- Mit 66 Jahren absolvierte Waldschmidt 1939 noch das goldene Sportabzeichen.
- Waldschmidt lebte viel in Norwegen, wo er Landbesitz bei Kragerö besaß, und war eng befreundet mit Felix Graf von Luckner.
- In der Begründung zur Verleihung der Goethe-Medaille an Waldschmidt wird das große Relief am Reichsluftfahrtministerium besonders hervorgehoben. Waldschmidt „habe zudem als erster die Ideen des ‚Führers‘ in die Künstlerschaft getragen“.[14]